# Sune – Best man
Sune – Best man är en svensk familjefilm från 2019. Filmen är regisserad av Jon Holmberg, som även skrivit manus. Den är baserad på Sunes universum av Anders Jacobsson och Sören Olsson med huvudrollen Sune spelad av Elis Gerdt.
Filmen hade premiär i Sverige den 20 december 2019, utgiven av Nordisk Film.

## Handling
Sune ska fara på en hemlig klassresa som han och Sophie verkligen ser fram emot. Sune får problem när han märker att klassresan är samma helg som sin morfars bröllop. Han måste välja mellan att åka på klassresan med sin stora kärlek Sophie, eller vara med på bröllopet för sin bästa vän morfar.

## Rollista
| - Elis Gerdt – Sune - Baxter Renman – Håkan - Tea Stjärne – Anna - Sissela Benn – Karin - Fredrik Hallgren – Rudolf - Lily Wahlsteen – Sophie - Louise Ryme – Tove - Tomas von Brömssen – Morfar Helmer | - Marika Lindström – Morfars nya fru Inger - Jonatan Rodriguez – Matte - Carina M. Johansson – Cissi Skvaller - Christoffer Nordenrot – Polis - Maria Nohra – Polis - David Ramirez Knezevic – Ambjörn - Camilla Sahlén – Vaktmästaren |